# Mons Sacer
Mons Sacer (auch: Sacer Mons, lat. für: Heiliger Berg) ist die antike Bezeichnung für eine Erhebung im Norden der Stadt Rom. Seine Höhe beträgt rund 60 Meter über dem Meeresspiegel.
Der Berg wurde „heilig“ genannt, da er dem Jupiter geweiht war. Er befindet sich rechts des Aniene (lat.: Anio), unweit von dessen Mündung in den Tiber, vor der Porta Nomentana. In der Antike befand sich der Berg drei römische Meilen nördlich von Rom, heute liegt er innerhalb des Stadtgebiets; der Stadtteil (Munizipium) Monte Sacro erinnert an den geschichtsträchtigen Berg.
Bekannt geworden ist der Mons Sacer durch die Secessio plebis, den Auszug der Plebejer aus Rom, der im Jahre 494 v. Chr. stattgefunden haben soll. Die Plebejer sollen damals Rom verlassen und sich auf dem Mons Sacer niedergelassen haben, um von den Patriziern mehr politische Mitbestimmungsrechte zu fordern. Dem Bericht des Titus Livius zufolge konnte der Consul Agrippa Menenius Lanatus sie zur Rückkehr bewegen, indem er ihnen die Fabel vom Magen und den Gliedern erzählte. Durch die Secessio konnten die Plebejer jedoch die Einrichtung des Amtes des Volkstribunen erreichen.
Heute ist der Berg durch lockere Wohnbebauung gekennzeichnet. Die Straßen sind hier nach bedeutenden Bergen Italiens benannt.